# 花点草属
花点草属（学名：Nanocnide）是荨麻科下的一个属，为一年生草本植物。该属共有4种，分布于东亚。
属名Nanocnide源于希腊语nanos（矮人）和knide（荨麻）的合成词，指本属植物多低矮。

## 下属物种
本属包括以下物种：
- 花点草 Nanocnide japonica Blume
- 毛花点草 Nanocnide lobata Wedd.
- 浙江花点草 Nanocnide zhejiangensis X. F. Jin & Y. F. Lu